# Debden
Debden è un villaggio ed una parrocchia civile di 778 abitanti del distretto di Uttlesford, nella contea dell'Essex, in Inghilterra. Situato a 6 km a sud-est di Saffron Walden, e 27 km da Cambridge. Dal 2007 è gemellato con il villaggio nepalese di Tang Ting.
Nel Domesday Book del 1086 è registrato come Depeduna (Valle profonda) ed assunse il nome attuale solo durante le guerre napoleoniche. Dopo la conquista normanna il maniero di Debden venne attribuito a Ralph Peverel, ma tornò alla corona quando il nipote di Richard, William Peverel il Giovane venne accusato di aver avvelenato Ranulph de Gernon. Successivamente il maniero venne attribuito a Geoffrey FitzPeter, I conte di Essex e continuò ad essere posseduto da questa famiglia fino a quando non tornò ad essere proprietà della corona. Re Enrico VIII d'Inghilterra ne fece dono a Thomas Audley, I barone Audley di Walden, per tramite del quale venne ereditato da suo nipote, Thomas Howard, I conte di Suffolk. Nel 1715 il maniero venne acquistato dal ricco mercante e parlamentare Richard Chiswell. La proprietà rimase nella famiglia Chiswell per quasi cento anni, quando per motivi ereditari passò nelle mani del ramo familiare di Sir Francis Vincent, X Baronetto di Stoke d'Abernon; a sua volta la famiglia Vincent possedette il maniero fino al 1882 quando l'ultima erede, Mrs Cely-Trevilian, la cedette al collezionista d'arte William Fuller-Maitland e già proprietario del maniero di Stansted Mountfitchet Hall. A partire dalla Seconda guerra mondiale divenne proprietà di Donald Smith, I Barone di Strathcona e Mount Royal, tuttavia gli ultimi proprietari, considerando troppo costoso il mantenimento del maniero, decisero di demolirlo in parte e la restante proprietà venne venduta nel 1935.

Nei pressi del villaggio si trova il campo d'aviazione di RAF Debden, particolarmente attivo e strategicamente fondamentale durante la Seconda Guerra Mondiale.